# Aneuretus simoni

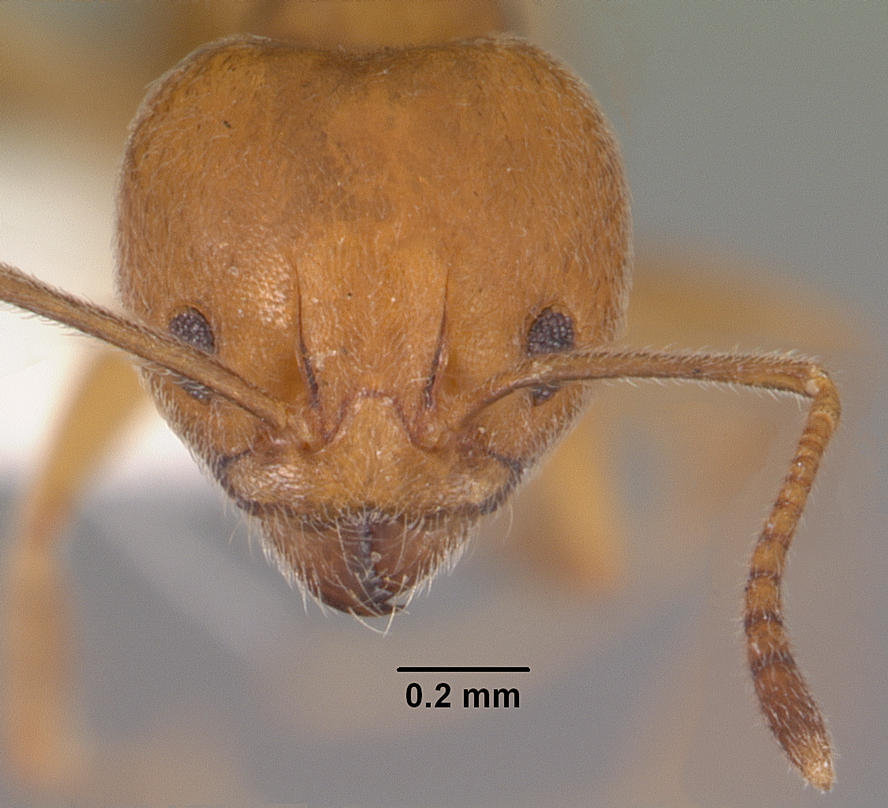
Голова робочої мурахи Aneuretus simoni

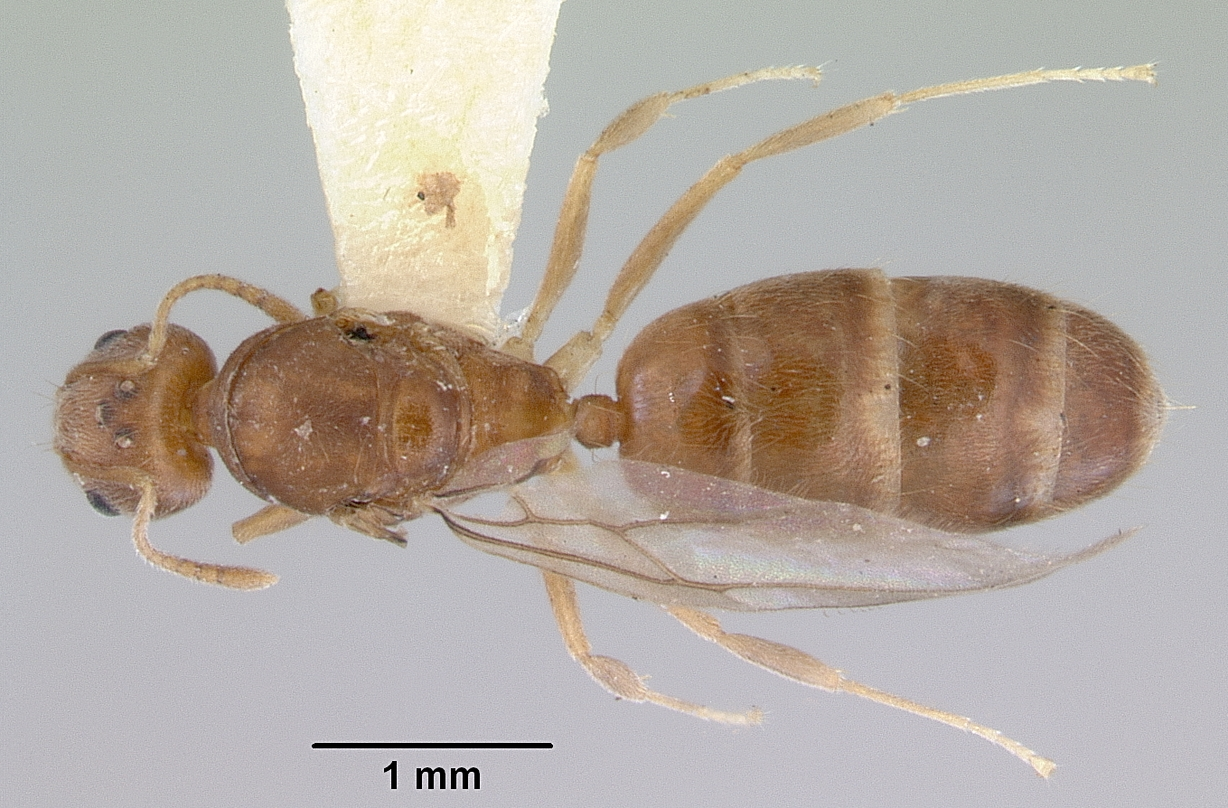
Самка Aneuretus simoni

Aneuretus simoni — вид примітивних мурах з реліктової підродини Aneuretinae. Ендемік Шрі-Ланки.

## Опис
Розміри робочих мурах близько 2-4 мм. Забарвлення робочих жовтувато-оранжеве, самки — коричневі. На преподеумі є два невеличкі шипики. У робочих наявний диморфізм: між великими робочими («majors») і дрібними («minors») відсутні проміжні форми. У дрібних робочих невеликі складні очі, що складаються всього з 30 оматидіїв. Вусики дванадцятичленикові. Ротові органи схожі на органи мурах близької підродини Dolichoderinae}. Мають розвинуте жало схоже за структурою з Dolichoderinae. Лялечки в коконах. Хижаки, фуражують на землі в підстилці. Сім'ї нечисленні (100—200 особин). Соціальна організація колонії схожа з такою, як у Dolichoderinae.

## Поширення
Шрі-Ланка (ендемік). Зустрічається тільки в декількох центральних областях острова.

## Червона книга
Ця мураха включена у Червоний список Міжнародного союзу охорони природи в статусі Critically Endangered (CR) (таксони в під загрозою вимирання, в критичній небезпеці). В останні роки став дуже рідкісним, в тих місцях, де раніше його знаходили, наразі він відсутній. Тому і було запропоновано його охороняти (Едвардом Вілсоном). Дослідження 1985 року виявило лише одне місце, де цей вид ще живе — Gilimale.

## Систематика
Цей реліктовий вид є єдиним сучасним представником роду Aneuretus Emery, 1893 та підродини Aneuretinae Emery, 1913. Раніше їх відносили до підродини Dolichoderinae та її триби Aneuretini Emery, 1912. Крім сучасного виду у підродині відомо декілька викопних родів (†Aneuretellus — †Burmomyrma — †Mianeuretus — †Paraneuretus — †Protaneuretus).